# Строкин, Олег Николаевич
Оле́г Никола́евич Стро́кин (17 мая 1960, Буинск, Татарская АССР — 9 января 2014) — начальник управления ФСБ России по Брянской области, генерал-майор.

## Биография
В 1982 году окончил Куйбышевский политехнический институт, после чего служил на офицерских должностях в Северной группе войск в Германии. Затем работал на Куйбышевском заводе электрооборудования.
С января 1986 года служил в органах государственной безопасности, пройдя в Управлении КГБ СССР по Куйбышевской (Самарской) области должности от младшего оперуполномоченного до начальника отдела экономической безопасности. Получил второе высшее юридическое образование. С января 2007 г. — заместитель начальника Управления ФСБ по Магаданской области.
С июля 2009 г. — начальник Регионального управления ФСБ России по Брянской области; руководил также Оперативным штабом по управлению контртеррористическими операциями на территории Брянской области. В результате координации действий в сфере противодействия терроризму было пресечено значительное число каналов поставок в регион оружия, боеприпасов и взрывчатых веществ; ликвидированы организованные преступные сообщества, причастные к совершению особо тяжких преступлений.
За успешные операции по ликвидации наркотрафика, борьбе с коррупцией удостоен наград.
Скончался после тяжёлой болезни. Похоронен в Самарской области.

## Награды
- орден Почёта
- медаль «За отличие в воинской службе»
- знак «За службу в контрразведке» двух степеней
- благодарность Президента Российской Федерации.